# Salvatore Maroni
Salvatore Vincent Maroni es un personaje ficticio que aparece en los cómics estadounidenses publicados por DC Comics, comúnmente en asociación con Batman. El personaje es retratado como un gánster infame en Gotham City y un enemigo de Batman. Maroni es más famoso por desfigurar a Harvey Dent, preparando el escenario para la transformación del joven fiscal de distrito en el supervillano Dos Caras.
Dennis Paladino lo ha retratado en acción real en la película Batman Forever (1995). Eric Roberts también lo interpretó en la película The Dark Knight (2008). Maroni también fue interpretado por David Zayas en la serie de televisión FOX Gotham, y por Clancy Brown en la serie The Penguin.

## Historial de publicaciones
Sal Maroni apareció por primera vez en Detective Comics # 66 y fue creado por Bill Finger y Bob Kane.

## Biografía del personaje ficticio

### Pre-Crisis / Tierra-Dos
La primera aparición de Maroni antes de la crisis fue en Detective Comics # 66 (agosto de 1942) como Jefe Moroni, un mafioso enjuiciado por el asesinato de un hombre llamado "Bookie" Benson. Harvey Dent (aquí llamado "Harvey Kent") es el fiscal del juicio. Llama a Batman como su primer testigo. Durante el testimonio de Batman, Moroni llama a Batman un mentiroso, lo que lleva a Dent a mostrar su prueba: el dólar de plata de dos cabezas de la suerte de Moroni encontrado en la escena con sus huellas digitales. Enfurecido, Moroni arroja un frasco de ácido a Dent, desfigurando horriblemente su rostro de una manera que muestra visiblemente su eventual identidad como el loco gánster Dos Caras, que finalmente mata a Moroni a tiros y luego se rinde y va a prisión.

### Edad de Bronce / Tierra-Uno
Durante los relatos de la Edad de Bronce sobre el origen de Dos Caras, el papel de Maroni no cambió, pero su nombre fue cambiado a Morelli. El apellido de Harvey Kent fue cambiado a Dent, que se ha convertido en el nombre permanente de ese personaje. En esta versión, Batman está presente en el juicio e intenta evitar que el mafioso arroje el ácido, pero no puede evitar que Dent quede desfigurado.
Antes de COIE, Maroni apareció en DC Superstars # 14 y Batman # 328 a # 329. Sobrevive a un intento de asesinato de Dos Caras en la primera historia, pero sus piernas quedan paralizadas. En el último arco de la historia, se somete a una cirugía plástica para alterar su apariencia y cambia su nombre a Anton Karoselle para evitar la atención. Luego se venga de Dos Caras matando al nuevo esposo de su exesposa Gilda, Dave Stevens, permitiendo que el gánster lo encuentre y lo bale en represalia.

### Post-Crisis
En la novela gráfica Batman y los hombres monstruo, Maroni le presta dinero a Norman Madison (padre de la novia de Bruce Wayne, Julie Madison) para cubrir sus deudas, y al profesor Hugo Strange para sus experimentos genéticos. Después de que Maroni presiona a Strange para que pague su préstamo, el científico loco responde robando uno de sus establecimientos de juego ilegal para robar el dinero que necesita para pagar a Maroni. Cuando Maroni se da cuenta de que Strange podría ser responsable del robo, envía a los agentes para intimidarlo y amenazarlo. Strange decide deshacerse de Maroni de una vez por todas, y envía otra criatura para matarlo. Maroni es salvada por Batman, quien como un favor a Julie Madison, lo obliga a cancelar la deuda de su padre.
En la secuela, Batman y el monje loco, Norman intenta saldar su deuda con Maroni, sin darse cuenta de la intervención de Batman en su nombre; Maroni se niega a aceptar el dinero, aterrorizada de que Batman vuelva a visitarlo. Norman, en cambio, le da el dinero al mafioso rival Carmine Falcone, que humilla a Maroni. Más tarde, cerca del final de la historia, Norman intenta matar a Maroni, solo para ser abatido a tiros por sus hombres.
Maroni aparece de forma destacada en la maxi-serie Batman: The Long Halloween de Jeph Loeb, que vuelve a contar el origen de Dos Caras. En esta versión, Salvatore Maroni es el vástago de la familia criminal Maroni, encabezada por su padre Luigi "Big Lou" Maroni. Es el mafioso más poderoso de Gotham junto a Carmine Falcone y se demostró que tenía al notorio ejecutor Tony Zucco como uno de sus secuaces. Tanto Sal Maroni como Carmine Falcone creen que el asesino en serie Holiday (llamado así por asesinar a mafiosos durante las vacaciones) está trabajando para el otro, lo que pone a prueba su relación comercial anteriormente férrea. Cuando su padre es asesinado por Holiday, Maroni hace un trato con Dent para revelar todas las actividades criminales de Falcone a cambio de indulgencia.
Sin embargo, la hija de Falcone, Sofia, la amante secreta de Maroni, lo visita en la cárcel, donde afirma falsamente que Dent, no Falcone, es responsable de los asesinatos y de la muerte de su padre. El asistente corrupto de Dent, Vernon Fields, le proporciona a Maroni antes de su comparecencia ante el tribunal "medicina para el estómago" para una supuesta úlcera. Durante el juicio, Maroni arroja el medicamento, que resulta ser ácido, en la cara de Dent, desfigurándolo. Maroni luego se mete en una pelea con un alguacil que le dispara dos veces en el pecho, que sobrevive.
Cuando lo sacan de su celda, Maroni finalmente es asesinado por Holiday. Se revela que el asesino es Alberto Falcone, quien actuó en contra de la familia para hacerse un nombre después de ser desatendido por su padre. Los hijos de Maroni, Pino y Umberto, luego ofrecieron sus servicios a Sofia Falcone y luego son asesinados en la Masacre del Día de la Raza orquestada por Dos Caras.

### The New 52
En septiembre de 2011, "The New 52" reinició la continuidad de DC. En esta nueva línea de tiempo, Sal Maroni se reunió con el Sr. Haly en Haly's Circus. Cuando se mencionó que su hijo CJ ayudó a Dick Grayson a regresar al Circo de Haly, Sal dijo amablemente que estaría en deuda con el circo si alguna vez necesitaban ayuda.

## Familia
Los siguientes son familiares de Sal Maroni:
- Luigi "Big Lou" Maroni - El padre de Sal Maroni y jefe de la familia criminal Maroni. Asesinado por Holiday.
- CJ Maroni - El hijo de Sal Maroni que conoció y se hizo amigo de un joven Dick Grayson.
- Pino Maroni - El hijo de Sal Maroni. Muerto en una masacre orquestada por Dos Caras.
- Umberto Maroni - El hijo de Sal Maroni. Muerto en una masacre orquestada por Dos Caras.

## Otras versiones

### Elseworlds
Sal Maroni aparece en la historia de Elseworlds, "Citizen Wayne" que se publicó en 1994. Ambientada en la década de 1930, la historia muestra a Maroni como un señor del crimen parecido a Al Capone que está muy involucrado en el contrabando y que atrae a los policías que intentan investigarlo. en una trampa cuando se les hace creer que pueden atraparlo por evasión de impuestos (Capone finalmente fue encarcelado por fraude fiscal). En esta versión, Maroni cicatriza toda la cara de Harvey Dent con ácido en un intento de matarlo. Esto lleva a Dent a asumir el manto de Batman y romper las operaciones de Maroni antes de finalmente matarlo en venganza. Bruce Wayne es un editor de periódicos y feroz crítico de Batman que, tras la muerte de Maroni, decide acabar con el Cruzado enmascarado personalmente; siente que Batman se ha sobrepasado al cometer un asesinato. La pareja muere durante la pelea y, al igual que Citizen Kane, su historia se cuenta en flashbacks cuando un joven fiscal asistente entrevista a sus amigos y conocidos, incluidos los secuaces sobrevivientes de Maroni.

### Batman '66
En Batman '66, Maroni, rebautizado como "Jefe Maroni", se quebró durante un juicio realizado por Harvey Dent y arrojó ácido en la cara de Dent, provocando la transformación del fiscal de distrito en Dos Caras.

## En otros medios

### Televisión
- Salvatore Maroni aparece en la serie de FOX, Gotham, interpretado por David Zayas.[7] Aparece por primera vez en "The Balloonman", donde es el dueño de un restaurante italiano local que sirve como fachada para su familia criminal. Maroni se interesa por uno de sus empleados, el delincuente Oswald Cobblepot, lo asciende a gerente y lo usa como fuente de información sobre las operaciones de Falcone; no sabe que Cobblepot es secretamente un informante de Falcone. Cuando Jack Buchinsky apunta a Maroni por abandonarlo hace años durante un atraco, él y sus asociados buscan refugio en el GCPD. Allí, comienza a sospechar de la duplicidad de Cobblepot cuando balbucea delirante acerca de conocer a Falcone.[8] Cuando el lugarteniente de Falcone, Fish Mooney, se exilia de Gotham City, se pone en contacto con Maroni y le informa del engaño de Cobblepot, lo que hace que Maroni interrogue a Cobblepot para que confiese la verdad y, finalmente, intente ejecutarlo en un compactador de coches de desguace.[9] Cuando Cobblepot logra escapar y obtiene la protección de Falcone, Maroni y Falcone hacen un trato: Maroni se deshará de uno de los enemigos de Falcone y Cobblepot se mantendrá fuera de su territorio. Maroni aparece en el club nocturno del recién bautizado "Oswald" para decirle a su antiguo socio que está a salvo por ahora, pero que perecerá tan pronto como Falcone muera.[10] Maroni también intenta arruinar el negocio de Cobblepot cortando sus suministros de licor. Cobblepot luego envía un asesino a sueldo a uno de los establecimientos de Maroni para decirle a Maroni que Falcone lo quiere muerto. Cobblepot sabotea su propio golpe para iniciar una guerra territorial entre Maroni y Falcone.[11] En el final de temporada "Todas las familias felices son iguales", Mooney lleva a Falcone, Cobblepot, James Gordon y Harvey Bullock prisionero donde tiene la intención de matarlos a todos a cambio de que Sal Maroni le devuelva todos sus antiguos territorios. Sin embargo, aunque Mooney quiere una sociedad equitativa, Maroni insiste en que ella sea su segunda al mando. Cuando Maroni menosprecia a Mooney con apodos sexistas, se vuelve contra él y le dispara en la cabeza antes de masacrar a su banda.[12]
- La familia criminal Maroni aparece en el episodio de Titans, "Jason Todd". El hijo de Tony Zucco, Nick, mencionó que la familia del crimen Maroni mató a su padre y al resto de su familia, lo que lo llevó a culpar a Dick Grayson por sus muertes.

### Película
- En Batman Forever (1995), el personaje se conoce como "Jefe Moroni" (interpretado por Dennis Paladino) y aparece en un breve segmento de noticias de televisión que explica el origen de Dos Caras. Como en los cómics, Maroni arroja ácido en la cara del fiscal de distrito Harvey Dent, transformándolo en Dos Caras. Su destino no ha sido revelado.
- Sal Maroni aparece en dos segmentos de Batman: Gotham Knight (que tiene lugar entre Batman Begins y The Dark Knight), con la voz de Rob Paulsen. En estas dos historias, Maroni está en guerra con la mafia rusa de Gotham. En "Crossfire", Maroni y su pandilla están en medio de un tiroteo con la mafia rusa cuando llega Batman. Cuando Maroni amenaza a la detective Anna Ramirez a punta de pistola, Batman lo noquea con un batarang. En "Field Test", Maroni se involucra en otra pelea con mafiosos rusos, que Batman también rompe. Batman obliga al líder de la mafia rusa a una tregua con Maroni, quien mantendrá sus operaciones en los barrios bajos mientras que los rusos mantienen los muelles. Batman luego dice: "Ese es el arreglo hasta que pueda conseguir algo contigo. Y luego puedes pelear por quién se queda con la litera de arriba en Blackgate. ¡¿Entendido ?!"
- Eric Roberts interpreta a Maroni en The Dark Knight (2008). En la película, Maroni asume el cargo de jefe de la familia criminal de Carmine Falcone tras la caída del poder de Falcone en Batman Begins. Al comienzo de la película, Maroni es juzgado por el fiscal de distrito Harvey Dent, pero los cargos son desestimados después de que un subordinado toma la culpa por él. Más tarde, Maroni se reúne con sus compañeros jefes del crimen, Gambol y el checheno, para discutir las amenazas que enfrentan de Dent y el Joker, que ha robado varios bancos controlados por la mafia. Los mafiosos reciben ayuda de una tríada del contable chino llamado Lau, que ha logrado ocultar lo que queda de sus fondos. El Joker irrumpe en la reunión y se ofrece a matar a Batman por la mitad del dinero, una propuesta a la que finalmente aceptan cuando los convence de que es la única forma de restaurar su control sobre Gotham. Lau es capturado por Batman en Hong Kong y le proporciona a Dent la evidencia para juzgar a todos los mafiosos en Gotham, pero Maroni usa su influencia para pagar la fianza. Batman interroga a Maroni por la ubicación del Joker, pero incluso después de que deja caer a Maroni por una escalera de incendios y se rompe ambas piernas, se niega a hablar. Sin embargo, cuando Maroni se da cuenta de que el Joker es demasiado impredecible, le da al Comisionado James Gordon la información sobre dónde encontrarlo. A continuación, se ve a Maroni subiendo a su automóvil para escapar de la ciudad, donde se enfrenta a Dent, que está apuntando a los que considera responsables de su desfiguración. Interroga a Maroni sobre la identidad del oficial de policía que dirigió a su prometida Rachel Dawes, lejos para ser asesinada. Maroni revela que el oficial era la detective Ramirez, pero Dos Caras todavía lanza su moneda para decidir si lo mata. La moneda aterriza en su lado "bueno", perdonándole la vida a Maroni. Sin embargo cuando lanza la moneda de nuevo por la vida del conductor y aterriza en la cicatriz. Dent se asegura en su cinturón de seguridad y dispara al conductor, provocando que el auto se estrelle en los patios del tren. Se desconoce si Maroni sobrevive o no, pero debido a que no está usando el cinturón de seguridad o no lo verá durante el resto de esta película, es poco probable. Gordon luego menciona que Dent mató a cinco personas, aunque no se sabe si Maroni es uno de esos cinco.
- Sal Maroni aparece en Batman: The Killing Joke, con la voz de Rick D. Wasserman.
- Maroni se menciona en The Batman (2022). En una escena, se puede ver un recorte de Gotham Gazette con el titular "¡Redada de drogas de Maroni!"

### Videojuegos
- Sal Maroni se menciona en un enlace oculto en Lego Batman: el videojuego.
- Un restaurante con el nombre de Sal Maroni aparece en Batman: Arkham City. La información que proporciona el juego explica que la mayoría de los líderes de la familia Maroni fueron asesinados a tiros por orden de Carmine Falcone mientras ambas familias estaban llevando a cabo negociaciones de paz en el restaurante. También reveló que los miembros supervivientes de la familia Maroni fueron encarcelados en Arkham City o huyeron a Bludhaven, pero nunca se dice si Sal estaba entre los muertos en el restaurante o si era uno de los miembros que fue encarcelado o huyó.